# Марион Бартоли
Марион Бартоли (фр. Marion Bartoli; р. 2. октобра 1984, Ле Пиј ан Веле, Француска) бивша је француска тенисерка.
Тенис је почела да игра у шестој години. Први учитељ је био њен отац Валтер. На ИТФ турнирима дебитовала је 1999. године. Победила је појединачно на 6 ИТФ турнира и једном у игри парова.
У фебруару 2000. постаје професионални играч. На ВТА турнирима победила је 7 пута у појединачној игри и 3 пута у игри парова.
Била је члан репрезентације Француске у финалу Фед купа 2004. у мечу против репрезентације Русије
Најбољи пласман на ВТА листи: имала је појединачно 7. место (30. јануар 2012. и 15. место у игри парова (5. јул 2004).
Највећи успех постигла је 2013. на гренд слем турниру у Вимблдону када је тријумфовала у финалу против Забине Лизики.

### Пласман на ВТА листи на крају сезоне
| Година  | 2000 | 2001 | 2002 | 2003 | 2004 | 2005 | 2006 | 2007 | 2008 | 2009 | 2010 | 2011 | 2012 |
| Пласман | 1120 | 345  | 106  | 57   | 41   | 40   | 17   | 10   | 17   | 11   | 16   | 9    | 11   |

## Гренд слем финала

### Појединачно: 2 (1–1)
| Исход     | Година | Турнир   | Подлога | Противница      | Резултат |
| --------- | ------ | -------- | ------- | --------------- | -------- |
| Пораз     | 2007.  | Вимблдон | Трава   | Серена Вилијамс | 4–6, 1–6 |
| Победница | 2013.  | Вимблдон | Трава   | Забине Лизики   | 6–1, 6–4 |

## Резултати Марион Бартоли

### Победе појединачно (5)
| Легенда: Пре 2009.           | Легенда: Од 2009.     |
| ---------------------------- | --------------------- |
| Гренд слем турнири (0)       |                       |
| Завршно првенство сезоне (0) |                       |
| категорија (0)               | Обавезни Премијер (0) |
| категорија (0)               | Премијер 5 (0)        |
| категорија (2)               | Премијер (1)          |
| и категорија (1)             | Међународни (1)       |

| Титула по подлози |
| Тврда (5)         |
| Шљака (0)         |
| Трава (0)         |
| Тепих (0)         |

| Број | Датум             | Турнир              | Подлога | Противница у финалу | Резултат      |
| 1.   | 7. јануар 2006.   | Окланд, Нови Зеланд | Тврда   | Вера Звонарјова     | 6–2, 6–2      |
| 2.   | 8. октобар 2006.  | Токио, Јапан        | Тврда   | Аико Накамура       | 2–6, 6–2, 6–2 |
| 3.   | 5. новембар 2006. | Квебек, Канада      | Тврда   | Олга Пучкова        | 6–0, 6–0      |
| 4.   | 8. март 2009.     | Монтереј, Мексико   | Тврда   | На Ли               | 6–4, 6–3      |
| 5.   | 2. август 2009.   | Стенфорд, САД       | Тврда   | Винус Вилијамс      | 6–2, 5–7, 6–4 |

### Порази у финалу појединачно (6)
| Легенда: Пре 2009.           | Легенда: Од 2009.     |
| ---------------------------- | --------------------- |
| Гренд слем турнири (1)       |                       |
| Завршно првенство сезоне (1) |                       |
| категорија (0)               | Обавезни Премијер (0) |
| категорија (1)               | Премијер 5 (1)        |
| категорија (2)               | Премијер (0)          |
| и категорија (0)             | Међународни (1)       |

| Финала по подлози |
| Тврда (4)         |
| Шљака (1)         |
| Трава (1)         |
| Тепих (0)         |

| Број | Датум               | Турнир                           | Подлога      | Противница у финалу | Резултат     |
| 1.   | 11. септембар 2006. | Бали, Индонезија                 | Тврда        | Светлана Кузњецова  | 7–5, 6–2     |
| 2.   | 7. мај 2007.        | Праг, Чешка                      | Шљака        | Акико Моригами      | 6–1, 6–3     |
| 3.   | 7. јул 2007.        | Вимблдон, Лондон                 | Трава        | Винус Вилијамс      | 6–4, 6–1     |
| 4.   | 20. јул 2008.       | Стенфорд, САД                    | Тврда        | Александра Вознијак | 7–5, 6–3     |
| 5.   | 10. јануар 2009.    | Бризбејн, Аустралија             | Тврда        | Викторија Азаренка  | 6–3, 6–1     |
| 6.   | 8. новембар 2009.   | ВТА турнир шампионки, Индонезија | Тврда (зат.) | Араван Резај        | 7–5, предаја |

### Победе у игри парова (3)
| Легенда: Пре 2009.           | Легенда: Од 2009.     |
| ---------------------------- | --------------------- |
| Гренд слем турнири (0)       |                       |
| Завршно првенство сезоне (0) |                       |
| категорија (0)               | Обавезни Премијер (0) |
| категорија (0)               | Премијер 5 (0)        |
| категорија (0)               | Премијер (0)          |
| и категорија (3)             | Међународни (0)       |

| Титула по подлози |
| Тврда (1)         |
| Шљака (2)         |
| Трава (0)         |
| Тепих (0)         |

| Број | Датум            | Турнир             | Подлога | Партнерка          | Противнице у финалу             | Резултат |
| 1.   | 11. април 2004.  | Казабланка, Мароко | Шљака   | Емил Лоа           | Елс Каленс Катарина Среботник   | 6–4, 6–2 |
| 2.   | 6. фебруар 2005. | Патаја, Тајланд    | Тврда   | Ана Лена Гренефелд | Марта Домаховска Силвија Талаја | 6–3, 6–2 |
| 3.   | 14. мај 2006.    | Праг, Чешка        | Шљака   | Шахар Пер          | Ешли Харклроуд Бетани Матек     | 6–4, 6–4 |

### Порази у финалу у игри парова (4)
| Број | Датум             | Турнир              | Подлога | Партнерка            | Противнице у финалу                       | Резултат         |
| 1.   | 9. фебруар 2003.  | Париз, Француска    | Тепих   | Стефани Коен-Алоро   | Барбара Шет Пати Шнидер                   | 2–6, 6–2, 7–6(5) |
| 2.   | 26. октобар 2003. | Линц, Аустрија      | Тврда   | Силвија Фарина Елија | Лизел Хубер Ај Сугијама                   | 6–1, 7–6(6)      |
| 3.   | 11. октобар 2004. | Ташкент, Узбекистан | Тврда   | Мара Сантанђело      | Андријана Сера Занети Анабела Сера Занети | 1-6, 6-3, 6-4    |
| 4.   | 8. јануар 2007.   | Сиднеј, Аустралија  | Тврда   | Мајлен Тју           | Ана Лена Гренефелд Меган Шонеси           | 6–3, 3–6, 7–6(2) |

## Успеси у појединачној конкуренцији
| Легенда | Легенда                                    | Легенда | Легенда                           |
| ------- | ------------------------------------------ | ------- | --------------------------------- |
| О/И     | однос освајања турнира и играња на турниру | Поб-Пор | однос побједа и пораза            |
| НО      | турнир није одржан те године               | Н       | није учествовала на турниру       |
| КВ      | изгубила у квалификацијама                 | 1К      | изгубила у првом колу             |
| 2К      | изгубила у другом колу                     | 3К      | изгубила у трећем колу            |
| 4К      | изгубила у четвртом колу                   | ГФ      | изгубила у групној фази такмичења |
| ЧФ      | изгубила у четвртфиналу                    | ПФ      | изгубила у полуфиналу             |
| Ф       | изгубила у финалу                          | П       | освојила турнир                   |

| Турнир                                                                              | 2000          | 2001          | 2002          | 2003          | 2004          | 2005          | 2006          | 2007          | 2008          | 2009 | 2010 | Поб-пор |
| ----------------------------------------------------------------------------------- | ------------- | ------------- | ------------- | ------------- | ------------- | ------------- | ------------- | ------------- | ------------- | ---- | ---- | ------- |
| Гренд слемови                                                                       |               |               |               |               |               |               |               |               |               |      |      |         |
| Отворено првенство Аустралије                                                       | Н             | Н             | 1К            | 1К            | 2К            | 2К            | 2К            | 2К            | 1К            | ЧФ   | 3К   | 10–9    |
| Ролан Гарос                                                                         | Н             | 1К            | 1К            | 2К            | 1К            | 1К            | 2К            | 4К            | 1К            | 2К   | 3К   | 8–10    |
| Вимблдон                                                                            | Н             | Н             | Н             | 1К            | 3К            | 2К            | 2К            | Ф             | 3К            | 3К   | 4К   | 16–8    |
| Отворено првенство САД                                                              | Н             | Н             | 3К            | 1К            | 2К            | 3К            | 3К            | 4К            | 4К            | 2К   | 2К   | 15–9    |
| Гренд слем поб–пор                                                                  | 0–0           | 0–1           | 2–3           | 1–4           | 4–4           | 4–4           | 5–4           | 13–4          | 5–4           | 8–4  | 7–4  | 47–35   |
| Завршна првенства сезоне                                                            |               |               |               |               |               |               |               |               |               |      |      |         |
| ВТА првенство                                                                       | Н             | Н             | Н             | Н             | Н             | Н             | Н             | ГФ            | Н             | Н    | Н    | 1–1     |
| ВТА турнир шампиона                                                                 | Није одржаван | Није одржаван | Није одржаван | Није одржаван | Није одржаван | Није одржаван | Није одржаван | Није одржаван | Није одржаван | Ф    |      | 3–1     |
| ВТА Обавезни Премијер турнири                                                       |               |               |               |               |               |               |               |               |               |      |      |         |
| Индијан Велс                                                                        | Н             | Н             | Н             | 2К            | 1К            | 2К            | 3К            | 4К            | 4К            | 2К   | 4К   | 11–8    |
| Мајами                                                                              | Н             | Н             | Н             | ЧФ            | Н             | 2К            | 3К            | 3К            | 2К            | 2К   | ПФ   | 13–7    |
| Мадрид                                                                              | НО            | НО            | НО            | НО            | НО            | НО            | НО            | НО            | НО            | 1К   | 2К   | 1-2     |
| Пекинг                                                                              | НО            | НО            | НО            | НО            | НК1           | НК1           | НК1           | НК1           | НК1           | ПФ   |      | 4–1     |
| ВТА Премијер 5 турнири                                                              |               |               |               |               |               |               |               |               |               |      |      |         |
| Дубаи                                                                               | НО            | НК1           | НК1           | НК1           | НК1           | НК1           | НК1           | НК1           | НК1           | 3К   | 3К   | 4–2     |
| Рим                                                                                 | Н             | Н             | Н             | Н             | КВ2           | Н             | Н             | Н             | 3К            | 2К   | Н    | 1–1     |
| Синсинати                                                                           | НО            | НО            | НО            | НО            | НК1           | НК1           | НК1           | НК1           | НК1           | 1К   | ЧФ   | 3–2     |
| Монтреал / Торонто                                                                  | Н             | Н             | Н             | 2К            | Н             | 2К            | 3К            | ЧФ            | ПФ            | 1К   | ЧФ   | 13–7    |
| Токио                                                                               | Н             | Н             | Н             | Н             | Н             | Н             | 2К            | 1К            | 2К            | ЧФ   | 3К   | 7–5     |
| Бивши турнири категорије (тренутно нису ни Обавезни Премијер ни Премијер 5 турнири) |               |               |               |               |               |               |               |               |               |      |      |         |
| Доха                                                                                | НК1           | НК1           | НК1           | НК1           | НК1           | НК1           | НК1           | НК1           | 2К            | НО   | НО   | 3–3     |
| Чарлстон                                                                            | Н             | Н             | Н             | 1К            | Н             | Н             | 3К            | 2К            | 3К            | НМ5  | НМ5  | 4–4     |
| Москва                                                                              | Н             | Н             | Н             | Н             | Н             | Н             | Н             | 2К            | 1К            | НМ5  | НМ5  | 1–2     |
| Статистике каријере                                                                 |               |               |               |               |               |               |               |               |               |      |      |         |
| Играла турнира                                                                      | 0             | 2             | 6             | 26            | 27            | 25            | 31            | 31            | 24            | 24   | 19   | 215     |
| Доспјела до финала                                                                  | 0             | 0             | 0             | 0             | 0             | 0             | 4             | 2             | 1             | 4    | 0    | 11      |
| Освојила турнира                                                                    | 0             | 0             | 0             | 0             | 0             | 0             | 3             | 0             | 0             | 2    | 0    | 5       |
| Позиција на крају године                                                            | 1120          | 345           | 106           | 57            | 41            | 40            | 17            | 10            | 17            | 11   |      |         |

- НК1 - није турнир прве категорије
- НМ5 - није ни Обавезни Премијер ни Премијер 5 турнир

## Учешће на Гренд слем турнирима

### Појединачно
| Година | Година       | Аустралијан Опен                | Аустралијан Опен | Ролан Гарос                          | Ролан Гарос | Вимблдон                          | Вимблдон | Ју-Ес Опен                          | Ју-Ес Опен |
| 2001   | -            | -                               | 1 kolo           | Каталина Кастано · Колумбија         | -           | -                                 | -        | -                                   |            |
| 2002   | 1 коло       | Тина Писник · Словенија         | 1 коло           | Ај Сугијама · Јапан                  | -           | -                                 | 3 коло   | Линдси Давенпорт · Сједињене Државе |            |
| 2003   | 1 коло       | Магдалена Малејева · Бугарска   | 2 коло           | Џенифер Капријати · Сједињене Државе | 1 коло      | Данијела Хантухова · Словачка     | 1 коло   | Данијела Хантухова · Словачка       |            |
| 2004   | 2 коло       | Пати Шнидер · Швајцарска        | 1 коло           | Ај Сугијама · Јапан                  | 3 коло      | Ај Сугијама · Јапан               | 2 коло   | Вера Душевина · Русија              |            |
| 2005   | 2 коло       | Светлана Кузњецова · Русија     | 1 коло           | Шахар Пер · Израел                   | 2 коло      | Џил Крејбас · Сједињене Државе    | 3 коло   | Сања Мирза · Индија                 |            |
| 2006   | 2 коло       | Роберта Винчи · Италија         | 2 коло           | Јелена Јанковић · Србија             | 2 коло      | Каролина Шпрем · Хрватска         | 3 коло   | Пати Шнидер · Швајцарска            |            |
| 2007   | 2 коло       | Викторија Азаренка · Белорусија | 4 коло           | Јелена Јанковић · Србија             | Финале      | Винус Вилијамс · Сједињене Државе | 4 коло   | Серена Вилијамс · Сједињене Државе  |            |
| 2008   | 1. коло      | Софија Арвидсон · Шведска       | 1. коло          | Кејси Делаква · Аустралија           | 3. коло     | Бетани Матек · Сједињене Државе   | 4. коло  | Сибила Бамер · Аустрија             |            |
| 2009   | четвртфинале | Вера Звонарјова · Русија        | 2. коло          | Татјана Гарбин · Италија             | 3. коло     | Франческа Скјавоне · Италија      | 2. коло  | Ким Клајстерс · Белгија             |            |

### У игри парова
| Година | Аустралијан Опен                      | Аустралијан Опен                                            | Ролан Гарос                           | Ролан Гарос                                             | Вимблдон                               | Вимблдон                                                    | Ју-Ес Опен                                | Ју-Ес Опен                                                           |
| ------ | ------------------------------------- | ----------------------------------------------------------- | ------------------------------------- | ------------------------------------------------------- | -------------------------------------- | ----------------------------------------------------------- | ----------------------------------------- | -------------------------------------------------------------------- |
| 2002   | -                                     | -                                                           | 1 коло · Татјана Головин · Француска  | Ванеса Хенке · Бјанка Ламаде · Немачка                  | -                                      | -                                                           | -                                         | -                                                                    |
| 2003   | 2 коло · Марија Шарапова · Русија     | Вирхиниа Руано Паскуал · Шпанија · Паола Суарез · Аргентина | 2 коло · Мирјам Казанова · Швајцарска | Јелена Докић · Аустралија · Нађа Петрова · Русија       | 2 коло · Мирјам Казанова · Швајцарска  | Јанета Хусарова · Словачка · Кончита Мартинез · Шпанија     | 1/2 финале · Мирјам Казанова · Швајцарска | Светлана Кузњецова · Русија · Мартина Навратилова · Сједињене Државе |
| 2004   | 3 коло · Мирјам Казанова · Швајцарска | Лизел Хубер Јужна Африка · Ај Сугијама Јапан                | 2 коло · Емил Лоа · Француска         | Брајан Стјуарт · Саманта Стосур Аустралија              | 1/4 финале · Емил Лоа · Француска      | Мартина Навратилова · Лиса Рејмонд Сједињене Државе         | 1 коло · Мирјам Казанова · Швајцарска     | Ansley Cargill · Сједињене Државе · Нана Нијаги · Јапан              |
| 2005   | 3 коло · Ана Лена Гринфелд · Немачка  | Елени Динилиду · Грчка · Никол Прат · Аустралија            | 3 коло · Ана Лена Гринфелд Немачка    | Лиса Рејмонд Сједињене Државе · Рене Стабс Аустралија   | 3 коло · Милагрос Секера · Венецуела   | Јелена Лиховцева · Вера Звонарјова · Русија                 | 1 коло · Милагрос Секера · Венецуела      | Вера Душевина · Русија · Шахар Пер · Израел                          |
| 2006   | -                                     | -                                                           | 3 коло · Шахар Пер · Израел           | Данијела Хантухова · Словачка · Ај Сугијама · Јапан     | 2 коло · Шахар Пер · Израел            | Вирхиниа Руано Паскуал · Шпанија · Паола Суарез · Аргентина | 2 коло · Шахар Пер · Израел               | Шинобу Асагое · Акико Моригами · Јапан                               |
| 2007   | 1 коло · Шахар Пер Израел             | Татјана Гарбин Италија · Роберта Винчи Италија              | 1 коло · Милагрос Секера · Венецуела  | Вера Душевина · Русија · Татјана Перебијанис · Украјина | 3 коло · Мајлен Тју · Сједињене Државе | Катарина Среботник · Словенија · Ај Сугијама · Јапан        | -                                         | -                                                                    |

## Учешће у Фед купу

### Порази у финалу
|   | Датум    | Место  | Подлога      | Победници                                                                                                | Финалисти                                                                                         | Резултат |
| 1 | 27/11/04 | Москва | Тепих (зат.) | Русија Анастасија Мискина · Русија Вера Звонарјова · Русија Светлана Кузњецова · Русија Јелена Лиховцева | Француска Натали Деши · Француска Татјана Головин · Француска Емил Лоа · Француска Марион Бартоли | 3 - 2    |

#### Остали детаљи
(језик: енглески) fedcup.com